# Fool's Gold Loaf
Fool's Gold Loaf is een warme sandwich die gemaakt wordt door Colorado Mine Company, een restaurant in de Amerikaanse stad Denver. Het is een baguette gevuld met pindakaas, bacon en druivenmarmelade. Fool's Gold Loaf was het lievelingskostje van Elvis Presley.

## Samenstelling
De baguette wordt in de lengte doormidden gesneden en uitgehold. De korst wordt besmeerd met boter. De twee helften worden hierna op de platte kant in een oven van 180 graden gelegd en ongeveer zeven minuten gebakken. Ondertussen wordt 500 gram dikke plakken bacon in een pan knapperig gebakken. Hierna wordt een uitgeholde helft baguette gevuld met ongeveer een pot pindakaas en de andere baguette-helft met een pot druiven marmelade. Tussen de twee helften wordt de bacon gelegd. Hierna kunnen er overdwars plakken van gesneden worden.

## Elvis Presley
Toen eenmaal bekend was dat Fool's Gold Loaf het comfort food van Elvis Presley was, steeg de prijs in 1976 tot bijna 50 dollar. Het verhaal gaat dat Presley samen met vrienden 's nachts in zijn privévliegtuig, de Lisa Marie, in twee uur tijd van Memphis naar Denver vloog, waar hij werd opgewacht door de eigenaar van Colorado Mine Company en zijn vrouw met 30 sandwiches Fool's Gold Loaf. Het vliegtuig taxiede naar een hangar waar de sandwiches in twee uur tijd werden verorberd, overgoten met champagne en Perrier.